# Hans-Jürgen Bruns
Hans-Jürgen Bruns (* 28. März 1908 in Düren; † 12. Januar 1994 in Baden-Baden) war ein deutscher SS-Offizier und Rechtswissenschaftler.

## Leben
In der Alliierten Rheinlandbesetzung wurde die Familie Bruns von den Franzosen aus Düren vertrieben. Deshalb besuchte Hans-Jürgen Bruns das Gymnasium in Gießen. Nach dem Abitur begann er 1927 an der Hessischen Ludwigs-Universität Rechtswissenschaft zu studieren. 1927 wurde er im Corps Teutonia Gießen recipiert. Als Inaktiver wechselte er an die Albert-Ludwigs-Universität Freiburg und die Johann Wolfgang Goethe-Universität Frankfurt am Main. Er bestand 1930 das Referendarexamen und wurde 1931 an der Schlesischen Friedrich-Wilhelms-Universität Breslau zum Dr. iur. promoviert.
Zum 1. Mai 1933 trat Bruns der NSDAP bei (Mitgliedsnummer 2.647.097) und im Juni 1933 der SS (SS-Nummer 124.928). Nach der Assessorprüfung 1934 war er im Reichsjustizministerium wissenschaftlicher Hilfsarbeiter in der Kommission für die Strafrechtsreform. 1938 habilitierte er sich. Auf Wunsch der Rechts- und Staatswissenschaftlichen Fakultät berief ihn die Ernst-Moritz-Arndt-Universität Greifswald im September 1939 zum beamteten a.o. Professor für Strafrecht. Zugleich wurde er zum kommissarischen Dozentenbundführer ernannt. 1940 trat Bruns aus der evangelischen Kirche aus.  Nachdem er an der SS-Junkerschule Braunschweig einen Führerlehrgang absolviert hatte, wurde Bruns im selben Jahr an das neu gebildete Hauptamt SS-Gericht versetzt, an dem er ab 1941 als Richter tätig war. Zum Beginn des Wintersemesters 1941/42 kam er auf den Lehrstuhl für Strafrecht der Reichsuniversität Posen. Am Ausbau der SS- und Polizeigerichtsbarkeit war Bruns maßgeblich beteiligt, wie sein Vorgesetzter Franz Breithaupt 1943 hervorhob. Bei der SS stieg er 1944 zum SS-Sturmbannführer auf.
Nach Kriegsende lebte Hans-Jürgen Bruns in Frankfurt am Main. Die Friedrich-Alexander-Universität Erlangen berief ihn 1952 als o. Professor für Strafrecht, Strafprozessrecht, Rechtsphilosophie und Jugenderziehungsrecht. Ab 1957 lehrte er auch Zivilprozessrecht. 1973 wurde er emeritiert. Seine späten Bücher befassen sich mit der Teilrechtskraft (1961) und der Gesamtdarstellung des Strafzumessungsrechts (1967).